# Гуадалупе (Санта-Круш-да-Грасиоза)
Гуадалупе (порт. Guadalupe) — район (фрегезия) в Португалии, входит в округ Азорские острова. Расположен на острове Грасиоза. Является составной частью муниципалитета Санта-Круш-да-Грасиоза. Население составляет 1306 человек на 2001 год. Занимает площадь 20,55 км².
Покровителем района считается Дева Мария (порт. Nossa Senhora de Guadalupe).